# Cosmic Jokers
The Cosmic Jokers – название реально не существовавшей группы, под которым издательская фирма Kosmische выпустила пять импровизационных альбомов краут-рока в 1974 году.
The Cosmic Jokers была величайшей супергруппой краут-рока, которой никогда не существовало, это была космическая шутка даже для тех музыкантов, которые играли на записях, не подозревая, что являются членами новой «группы». The Cosmic Jokers – на самом деле не группа в полном смысле этого слова, а определенный круг нескольких немецких музыкантов и деятелей музыки 1970-х годов, связанных философией психоделики и эзотерики.

## История

### Создание и выпуск записей
В 1972 году немецкий музыкальный продюсер Рольф Ульрих Кайзер основал лейбл Kosmische для издания альбомов музыки краут-рока. На протяжении нескольких месяцев в 1973 году он организовывал дикие кислотные вечеринки в студии звукозаписи Дитера Диркса, на которых музыканты играли за небольшую плату и все галлюциногены, которые способны были употребить. Этими музыкантами были Мануэль Геттшинг и Клаус Шульце из Ash Ra Tempel, Юрген Даллазе и Харальд Гросскопф из Wallenstein и сам Диркс.
Кайзер и Диркс отредактировали и смикшировали материал этих сессий, а затем отпечатали его на виниле на фирме Кайзера Kosmiche Musik как альбомы группы The Cosmic Jokers. Участвуя в импровизационных сессиях, музыканты даже не подозревали, что записанный ими материал будет издан в виде альбомов и поступит в продажу в магазины.
За дебютным одноимённым альбомом вскоре последовали Galactic Supermarket (который в первоначальном издании вышел без указания, что это альбом The Cosmic Jokers) и Planeten Sit-In, все альбомы вышли в 1974 году. В том же году вышли ещё две пластинки, позднее приписанные The Cosmic Jokers - Sci-Fi Party и Gilles Zeitschiff. На последнем альбоме подружка Кайзера Джилле Леттманн начитывала текст поверх музыки, украденной с нескольких предыдущих релизов Kosmische Musik.

### Скандал с авторскими правами
В 1974 году Геттшинг случайно услышал в берлинском музыкальном магазине дикие космические гитарные звуки, вырывающиеся из колонок. С удивлением он обнаружил, что слышит новую супергруппу краут-рока, а что её гитаристом на самом деле является он сам.
К этому времени музыканты, с которыми не были оформлены никакие договорные отношения, стали выражать возмущение, а альбом Zeitschiff, где они играли вторую скрипку при подружке Кайзера, стал последней соломинкой для Клауса Шульце, который вскоре выдвинул судебный иск против Кайзера. К 1975 году все альбомы были изъяты из продажи вплоть до выяснения вопроса с правами музыкантов, после чего Кайзер бежал из страны, а его империя грамзаписи уничтожена.

## Оценка творчества группы
Творчество The Cosmic Jokers – это экстремальный музыкальный трип, уникальное приключение во времени и пространстве. Музыка в основном импровизационная, с прото-электронными гаджетами в сочетании с блюзово-космическими музыкальными фразами, построенными вокруг электрогитары Геттшинга. Это настоящая немецкая кислотная музыка, «музыка рая», трансцендентальная музыка, вырывающаяся из материалистического мира, протест против реальности.
Хотя многие первоначально пренебрежительно отнеслись к альбомам The Cosmic Jokers как к плохому трюку и одному из худших примеров вопиющего ограбления художников, нельзя отрицать тот факт, что эти пластинки являются одними из лучших примеров когда-либо произведенного абсолютного немецкого космического спейс-рока.

## Дискография
1974 — The Cosmic Jokers
1974 — Galactic Supermarket
1974 — Planeten Sit-In
1974 — Sci Fi Party
1974 — Gilles Zeitschiff